# André Lehr
André Lehr (Utrecht, 9 november 1929 – Asten, 27 maart 2007) was een Nederlands campanoloog en medeoprichter van het Klokken- en Beiaardmuseum in Asten, nu Museum Klok & Peel.
Hij hield zich al op jonge leeftijd bezig met cultuur, godsdienst, filosofie en meerdere exacte wetenschappen. Zijn grote hobby in die jaren was astronomie. Reeds op 17-jarige leeftijd verschenen er van hem artikelen in wetenschappelijke tijdschriften.
Na het behalen van zijn hbs-diploma in 1948 ging hij aan de Universiteit Utrecht natuurkunde studeren. Kort daarop solliciteerde hij naar de functie van aankomend campanoloog bij Klokkengieterij Eijsbouts te Asten. Hij zou er tot zijn pensionering in 1991 blijven werken. Gedurende een groot aantal jaren was hij directeur van het bedrijf. 
In de loop van de jaren deed hij onderzoek om te bereiken dat luidklokken en carillonklokken zo zuiver mogelijk zouden klinken. De computer heeft hem daarbij onschatbare hulp verleend. Vooral toen in de jaren 80 de computers sneller werden boekte hij resultaten. Over de hele wereld hangen carillons van de firma Eijsbouts, in de ontwikkeling waarvan André Lehr een belangrijke rol heeft gespeeld.
In de loop der jaren verschenen van zijn hand ongeveer 300 publicaties, waaronder Van paardebel tot speelklok, The Art of the Carillon in the Low Countries en Campanologie.
Een stap voorwaarts in de campanologie was de grotetertsklok. Al eeuwen hebben klokkengieters en wetenschappers zich beziggehouden met de mogelijkheid van de ontwikkeling van deze klok. Kort gezegd is een grotetertsklok een klok die onder zijn boventonen geen kleine terts maar een grote terts heeft. Tot 1985 hadden gegoten klokken zo'n kleine terts. Zelfs de bekende wiskundige Leonhard Euler (tweede helft 18e eeuw) heeft zich met dit probleem beziggehouden. In samenwerking met deskundigen van de Technische Universiteit Eindhoven lukte het André Lehr, dankzij de computer en de numerieke wiskunde, zo'n klok te ontwikkelen.
Een van de verdiensten van André Lehr is de totstandkoming van het Nationaal Beiaardmuseum te Asten. Een museum waar veel informatie is te vinden over klokken en beiaarden. 
André Lehr is tijdens zijn leven geëerd met onderscheidingen. Onder meer ontving hij een eredoctoraat van de Universiteit Utrecht en in 1994 mocht hij de Zilveren Anjer ontvangen uit handen van Prins Bernhard.